# Diagnostische Kompetenz
Die diagnostische Kompetenz bildet diejenigen Fertigkeiten einer Person, die beim Vollzug eines diagnostischen Prozesses benötigt werden. Nach Jäger (1983, 2003) setzt sich die diagnostische Kompetenz aus den folgenden Teilkompetenzen zusammen:
1. Psychodiagnostische Kompetenz: eine die gesamte Diagnostik umfassende Kompetenz im Bezug auf verschiedene diagnostische Perspektiven, Konzepte und Methoden (Booth, 1999; zt. n. Jäger, 2006)
2. Kompetenzwissen: das Wissen, auftauchende Fragestellungen in das eigene Kompetenzspektrum einordnen zu können und sie nach dem jeweiligen eigenen Kenntnisstand  entweder zu beantworten oder weiterzuleiten. Der Diagnostiker verbessert seine Wissensvoraussetzungen oder wendet sich an kompetente Personen
3. Bedingungswissen: das Wissen zu Einflüssen, die ein Erleben oder Verhalten verursachen
4. Änderungswissen: das Wissen zur Entwicklung und des Einsatzes von Strategien, um  ein Erleben und Verhalten zu ändern
5. Technologisches Wissen: das Wissen zur Auswahl geeigneter Erhebungs- und Auswertungsmethoden
6. Vergleichswissen: das Wissen, individuelles Verhalten unter Betrachtung der Vergleichsgruppe einzuordnen